# Venni Vetti Vecci
Venni Vetti Vecci é o álbum de estreia do artista americano Ja Rule, lançado pela Murder Inc.. O título do álbum é uma alusão a frase em latin "Veni, vidi, vici", que significa "vim, vi, venci." O álbum também foi o primeiro lançamento da Murder. No final de 1999, já era certificado platina pela RIAA. O álbum, assim como It's Dark and Hell Is Hot de DMX, foi uma mudança da "era dos terninhos brilhantes" de Puff Daddy e da Bad Boy Records.

## História
Ja Rule foi apresentado na canção "Time to Build" de Mic Geronimo em 1995. Logo após, ele formou um grupo chamado Cash Money Click com seus amigos. O grupo assinou um contrato com a TVT Records e gravou dois álbuns, lançando um single antes de serem descartados pela gravadora. Ja Rule o chamou de "um contrato de merda", já que a TVT reteve os direitos autorais de publicação do material gravado. Enquanto trabalhava na Def Jam Recordings, o produtor musical Irv Gotti foi contratado como A&R e convenceu Ja Rule a assinar com a gravadora.
Russell Simmons, o fundador e CEO da Def Jam e mentor de Gotti então decidiu dar a Gotti a gravadora que ele tanto queria. Em 1998, a Murder Inc. foi fundada. Para promover e comercializar Ja Rule, Irv o colocou em canções com Jay-Z, LL Cool J, DMX, Cash Money Records, e Fat Joe. Devido as performances exepcionais de Ja Rule nestas canções, Def Jam deu ao seu álbum uma data de lançamento.

## Recepção da crítica
| Críticas profissionais | Críticas profissionais |
| Avaliações da crítica  | Avaliações da crítica  |
| Fonte                  | Avaliação              |
| ---------------------- | ---------------------- |
| Allmusic               | [ 2 ]                  |
| Los Angeles Times      | [ 3 ]                  |
| RapReviews             | 6/10                   |
| Rolling Stone          | [ 5 ]                  |
| Vibe                   | unfavorable            |

Desde seu lançamento, Venni Vetti Vecci recebeu no geral críticas mistas. Ja Rule foi muito comparado a Tupac Shakur e DMX. Escrevendo para a revista Vibe, Shaheem Reid sentiu que boa parte do álbum foi "prejudicada pela produção sem cor", afirmando que Ja Rule "precisa desesperadamente de faixas melhores para complementarem suas habilidades de MC."
Venni Vetti Vecci estreou no número três da Billboard 200 com 184.000 cópias vendidas na primeira semana. O álbum foi certificado platina pela RIAA. Em novembro de 2002, já havia vendido mais de dois milhões de cópias mundialmente.

### Resultado
Ja Rule se tornou uma das maiores estrelas do hip hop, junto com Jay-Z e DMX. Os seus álbuns, Vol. 2... Hard Knock Life, It's Dark and Hell Is Hot, e Venni Vetti Vecci, ganharam todos notoriedade e vendas de multi-platina. O sucesso do álbum levou a credibilidade de Irv Gotti como produtor.

## Lista de faixas
1. "The March Prelude" – 1:19
2. "We Here Now" featuring Black Child – 3:25
3. "World's Most Dangerous" featuring Nemesis – 5:07
4. "Let's Ride" – 4:22
5. "Holla Holla" – 4:24
6. "Kill 'Em All" featuring Jay-Z – 4:17
7. "I Hate Niggaz" (Skit) – 1:06
8. "Niggaz Theme" featuring Black Child and Case – 4:09
9. "Suicide Freestyle" featuring Case – 2:16
10. "Story to Tell" – 4:05
11. "Chris Black" (Skit) – 1:40
12. "Count on Your Nigga" – 4:35
13. "It's Murda" featuring DMX and Jay-Z – 3:36
14. "E-Dub & Ja" featuring Erick Sermon – 4:14
15. "187 Murda Baptiss Church" (Skit) – 2:48
16. "Murda 4 Life" featuring Memphis Bleek – 4:48
17. "Daddy's Little Baby" featuring Ronald Isley – 5:20
18. "Race Against Time" – 4:43
19. "Only Begotten Son" – 4:55
20. "The Murderers" featuring Black Child and Tah Murdah – 5:08

## Posições nas paradas
| Parada (1999)                           | Posição de pico |
| --------------------------------------- | --------------- |
| E.U.A. Billboard 200                    | 3               |
| E.U.A. Billboard Top R&B/Hip-Hop Albums | 1               |
| Canadian Albums Chart                   | 20              |